# Le Coteau
Le Coteau là một xã trong tỉnh Loire miền trung nước Pháp.
It lies about 90 km (56 mi) north-west of Lyon next to Roanne, with the river Loire in between.